# Salpingotulus michaelis
Salpingotulus michaelis (tidigare Salpingotus michaelis) är en däggdjursart som beskrevs av Fitzgibbon 1966. Salpingotulus michaelis är ensam art i släktet Salpingotulus som ingår i familjen hoppmöss. Inga underarter finns listade.
Arten når en kroppslängd (huvud och bål) av 3,5 till 5 cm och en svanslängd av 7 till 9 cm. Liksom hos flera andra hoppmöss är de rosafärgade bakfötterna med cirka 2 cm längd rätt stora. Den genomsnittliga vikten är bara 3,75 gram. Pälsen har på ryggen en gulbrun till sandbrun färg och buken är vitaktig. Svansen är täckt med hår och vid svansens spets finns en tofs.  Liksom tretåiga dvärgspringråttor har Salpingotulus michaelis bara tre tår vid bakfoten medan framtassarna har fyra tår.
Denna gnagare lever i ett mindre område i Pakistan (Belutsjistan) och kanske även i angränsande delar av Afghanistan. Den vistas där i 1000 till 1500 meter höga bergstrakter. Landskapet bildas främst av öken.
Individerna är aktiva på natten och gräver underjordiska bon. När de rör sig över marken hoppar de ofta. Salpingotulus michaelis faller ibland i dvala (torpor) men håller troligen ingen vinterdvala. Individerna bildar ibland mindre flockar som använder samma tunnelsystem eller de har egna bon men reviren på marken överlappas. Salpingotulus michaelis äter frön och gräs samt några andra växtdelar. Honor kan para sig två gånger per år och per kull föds två till fyra ungar.
Arten är sällsynt och därför listas den av IUCN med kunskapsbrist (DD).